# Tři Dvory
Tři Dvory (dříve psáno také Třidvory) jsou obec v okrese Kolín ve Středočeském kraji. Leží na silnici č. 322 přibližně 4 km východně od Kolína. V roce 2011 zde bylo evidováno 359 adres. Žije zde 988 obyvatel.
Tři Dvory je také název katastrálního území o rozloze 4,62 km².

## Historie
První zmínky o obci jsou z roku 1387.

### Územněsprávní začlenění
Dějiny územněsprávního začleňování zahrnují období od roku 1850 do současnosti. V chronologickém přehledu je uvedena územně administrativní příslušnost obce v roce, kdy ke změně došlo:
- 1850 země česká, kraj Pardubice, politický i soudní okres Kolín[6]
- 1855 země česká, kraj Čáslav, soudní okres Kolín
- 1868 země česká, politický i soudní okres Kolín
- 1939 země česká, Oberlandrat Kolín, politický i soudní okres Kolín[7]
- 1942 země česká, Oberlandrat Praha, politický i soudní okres Kolín[8]
- 1945 země česká, správní i soudní okres Kolín[9]
- 1949 Pražský kraj, okres Kolín[10]
- 1960 Středočeský kraj, okres Kolín
- 2003 Středočeský kraj, obec s rozšířenou působností Kolín

### Rok 1932
Ve vsi Tři Dvory (769 obyvatel) byly v roce 1932 evidovány tyto živnosti a obchody: galanterie, holič, 3 hostince, kolář, 2 kováři, 2 krejčí, 3 půjčovny mlátiček, obuvník, 2 pekaři, 14 rolníků, řezník, slévárna, 3 obchody se smíšeným zbožím, spořitelní a záložní spolek, trafika, 3 truhláři, zednický mistr, žehlírna.

## Současnost
V obci je školka, místní knihovna, fotbalové hřiště, prodejna elektroniky a přírodní koupaliště. Působí v ní několik zájmových spolků. Přes obec prochází modrá turistická značka a kolem koupaliště vede cyklotrasa č. 24 (Labská cyklotrasa). Mezi Třemi Dvory a Kolínem vede podél silnice č. 322 asfaltová cyklostezka s veřejným osvětlením.
Vodovod je v obci zaveden od roku 1991, pevné telefonní linky byly rozšířeny a uloženy do země roku 1995 a podtlaková kanalizace uvedena do provozu v prosinci roku 1997. Plynofikace obce byla dokončena v roce 2004.

## Památky
- Kaple Nanebevzetí Panny Marie (podle katalogu královéhradecké diecéze filiální kostel, přísluší do farnosti Konárovice) z r. 1891
- Pomník padlým[12]

## Doprava
Dopravní síť
- Pozemní komunikace – Obcí vede silnice II/322 Přelouč - Týnec nad Labem - Tři Dvory - Kolín.

- Železnice – Železniční trať ani stanice na území obce nejsou.

Veřejná doprava 2011
- Autobusová doprava – Z obce vedly autobusové linky např. do těchto cílů: Kolín, Polní Chrčice, Týnec nad Labem, Žiželice (dopravce Okresní autobusová doprava Kolín, s. r. o.), Chlumec nad Cidlinou, Kolín, Týnec nad Labem (dopravce Veolia Transport Východní Čechy, a. s.).

## Fotografie

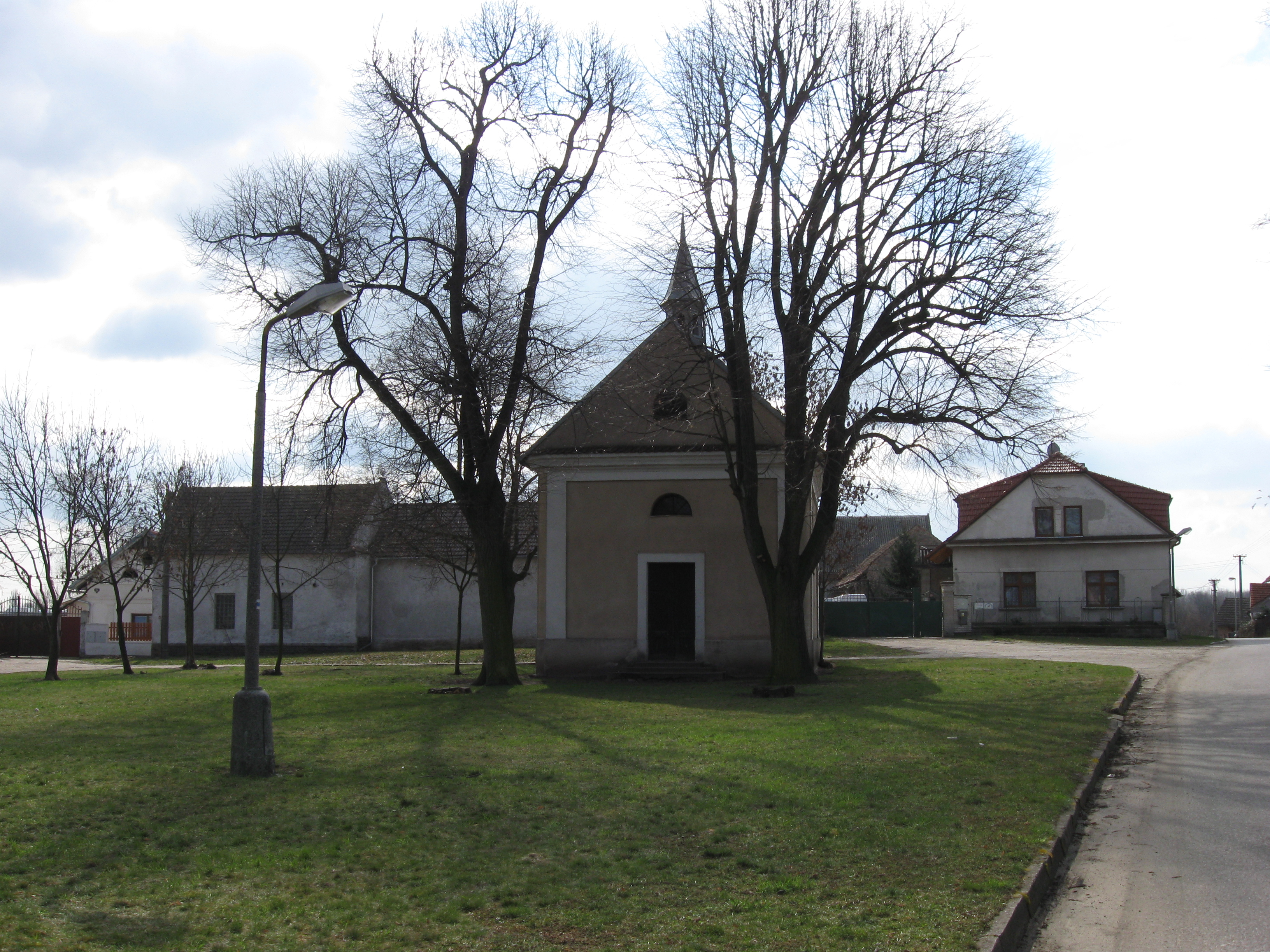
Kaple Nanebevzetí Panny Marie

## Podobné názvy
- Třidvorce (nyní Tři Dvory, osada obce Uhelná Příbram)